# Переезд португальского двора в Бразилию
Переезд португальского двора в Бразилию (29 ноября 1807 — 26 апреля 1821; порт.  Transferência da corte portuguesa para o Brasil) стал следствием наполеоновской агрессии в ходе так называемых Пиренейских войн начала XIX века. Опасаясь испано-французской оккупации Лиссабона, португальская королевская семья и свита в составе около 15 тыс. человек под защитой англичан переехала в Бразилию. Таким образом произошёл первый уникальный случай так называемой «колониальной инверсии». Переезд в целом имел положительные последствия для обеих стран, в особенности для Бразилии, которая получила стимул к развитию и фактически сама стала метрополией Португалии. Переезд также привёл к коренному пересмотру статусов обоих государств и завершился обретением суверенитета Бразилией. Приезд королевского двора также значительно оживил внутреннюю жизнь страны.

## Планы

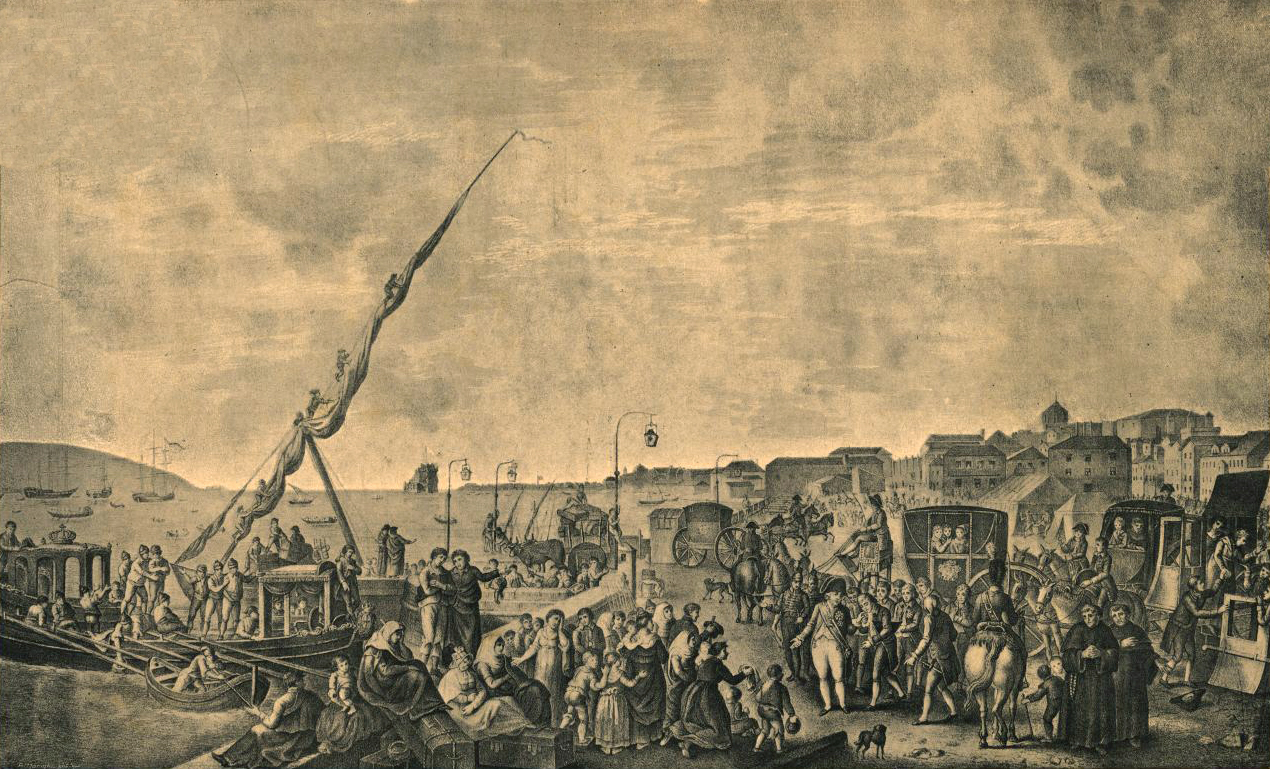
Королевское семейство на Беленской набережной в ожидании посадки на корабль

Планы переноса столицы из Португалии в Бразилию до этого рассматривались не раз:
- В 1580 г. с целью противодействия Иберийской унии.
- В 1640 г. с целью избежать последствий её разрыва
- Несколько раз в конце XVII - начале XVIII веков в ходе различных европейских конфликтов.
- В начале XIX века в связи с наполеоновской экспансией.

## Хронология
В Бразилию португальская королевская семья прибыла 22 января 1808 года. Первой была сделана остановка в порту Салвадора, а 28 января королевский эскорт, наконец, прибыл в столицу — город Рио-де-Жанейро. В этом переезде самое непосредственное участие приняло британское правительство, которое предоставило португальцам необходимые для переезда морские суда, а взамен получило продление эксклюзивных прав и гарантий в португало-бразильской политике и экономике, фактически превратив Бразилию и в особенности Португалию в британские полуколонии.

## Жизнь на новом месте
- 10 октября 1808 года Королевская типография выпустила первую бразильскую газету «Газета Рио-де-Жанейро». В Салвадоре Жуан VI создал Медико-хирургическую школу, ставшую первым высшим учебным заведением страны.

- 25 ноября англичанам и другим иностранцам было разрешено покупать землю в Бразилии, хотя массовую иммиграцию это не вызвало так как огромными латифундиями, часто сравнимыми по размерам с самой Португалией, владела лишь небольшая группа людей. 76 % шестимиллионного населения страны в этот период составляли мулаты и негры-рабы.

- В 1810 году в Рио-де-Жанейро открыта первая публичная библиотека и создана Королевская Военная Академия.

- В 1811 году учреждено официальное консульство Российской империи. Франц Борель (1775—1832), российский дипломат французского происхождения, стал первым посланником России в Рио-де-Жанейро.

- В 1815 году изменился статус и официальное название обеих стран. Возникло Соединённое королевство Португалии, Бразилии и Алгарве.

- 12 августа 1818 года была основана Академия изящных искусств Рио-де-Жанейро.

- 26 апреля 1821 Конституционалистская революция в Порту заставила короля Жуана VI вернуться в Португалию, но его сын Педру продолжал оставаться в Бразилии как принц-регент. При этом к такому решению в присутствии членов королевского двора его подтолкнул сам король своими известными словами: «Педру, сын мой, когда настанет час, надень корону сам, не дожидаясь пока это сделает за тебя какой-нибудь самозванец!»

- 9 января 1822 — День Фику (от порт. (Eu) fico — «я остаюсь»): оставшийся в Бразилии принц дон Педру публично пообещал не покидать страну и заявил, что он остаётся в ней навсегда.

- 7 сентября 1822 года независимость Бразилии была официально провозглашена.

- 12 октября 1822 года дон Педру стал императором и получил титул Педру I. Само государство получило название Бразильская империя и просуществовало до 1889 года.

- 1 декабря 1822 года прошла торжественная коронация Педру I.

## Последствия переезда
Переезд португальской королевской свиты в Бразилию на 14 лет с одной стороны послужил стимулом к развитию страны, а с другой ускорил продвижение Бразилии к независимости. При этом анализ ситуации показывает, что, фактически, независимости от Бразилии добилась Португалия, так как именно её политические круги, в частности ряд чиновников, оставшихся на месте, были недовольны тем, что бывшая колония превратилась в метрополию. Более того, после обретения независимости многие бразильцы выражали желание взять под свою опеку португальские колонии в Африке и Азии, хотя этим планам и не удалось осуществиться.